# Verein für Bewegungsspiele Oldenburg 1980-1981
Questa voce raccoglie le informazioni riguardanti il Verein für Bewegungsspiele Oldenburg nelle competizioni ufficiali della stagione 1980-1981.

## Stagione
Nella stagione 1980-1981 l'Oldenburg, allenato da Helmut Mrosla, Edgar Schöneich e Gerd Bohnsack, concluse il campionato di 2. Bundesliga al 15º posto. In Coppa di Germania l'Oldenburg fu eliminato agli ottavi di finale dall'Eintracht Francoforte.

## Rosa
| N. |                     | Ruolo | Calciatore         |
| -- | ------------------- | ----- | ------------------ |
|    | Germania (bandiera) | P     | Volkmar Kruit      |
|    | Germania (bandiera) | P     | Harald Witt        |
|    | Germania (bandiera) | D     | Georg Damjanoff    |
|    | Germania (bandiera) | D     | Peter Darsow       |
|    | Croazia (bandiera)  | D     | Duro Dukez         |
|    | Germania (bandiera) | D     | Stefan Gläser      |
|    | Germania (bandiera) | D     | Rudi Hagen         |
|    | Germania (bandiera) | D     | Bernhard Kulla     |
|    | Germania (bandiera) | D     | Dieter Wedemann    |
|    | Germania (bandiera) | D     | Edgar Zoller       |
|    | Germania (bandiera) | C     | Wolfgang Ebersbach |
|    | Germania (bandiera) | C     | Holger Gerth       |

| N. |                     | Ruolo | Calciatore           |
| -- | ------------------- | ----- | -------------------- |
|    | Germania (bandiera) | C     | Günter Hoormann      |
|    | Germania (bandiera) | C     | Michael Kalkbrenner  |
|    | Germania (bandiera) | C     | Ingo Lemcke          |
|    | Germania (bandiera) | C     | Johannes Meisterfeld |
|    | Germania (bandiera) | C     | Herbert Poesger      |
|    | Germania (bandiera) | C     | Gerold Steindor      |
|    | Germania (bandiera) | C     | Detlef Wörz          |
|    | Germania (bandiera) | A     | Wilfried Klinge      |
|    | Germania (bandiera) | A     | Volker Ohling        |
|    | Germania (bandiera) | A     | Wilfried Osterkamp   |
|    | Germania (bandiera) | A     | Reinhold Specht      |

## Organigramma societario
Area tecnica
- Allenatore: Gerd Bohnsack
- Allenatore in seconda:
- Preparatore dei portieri:
- Preparatori atletici:

## Calciomercato

### Sessione estiva
| Acquisti | Acquisti        | Acquisti     | Acquisti |
| R.       | Nome            | da           | Modalità |
| -------- | --------------- | ------------ | -------- |
| A        | Wilfried Klinge | Homburg      |          |
| C        | Holger Gerth    | Osnabrück    |          |
| C        | Günter Hoormann | Meppen       |          |
| A        | Volker Ohling   | Bremer SV    |          |
| C        | Herbert Poesger | OSV Hannover |          |

| Cessioni | Cessioni | Cessioni | Cessioni |
| R.       | Nome     | a        | Modalità |
| -------- | -------- | -------- | -------- |

### Sessione invernale
| Acquisti | Acquisti        | Acquisti    | Acquisti |
| R.       | Nome            | da          | Modalità |
| -------- | --------------- | ----------- | -------- |
| D        | Georg Damjanoff | Hannover 96 |          |

| Cessioni | Cessioni | Cessioni | Cessioni |
| R.       | Nome     | a        | Modalità |
| -------- | -------- | -------- | -------- |

## Risultati

### 2. Bundesliga

#### Girone di andata
| Arbitro: | Retzmann |

|                                    |           |  |
| Poesger 67’ (rig.) Kalkbrenner 83’ | Marcatori |  |

| Arbitro: | Reichmann |

|                                            |           |            |
| Mill 13’ (rig.), 40’ Bugla 38’ Lippens 61’ | Marcatori | 48’ Specht |

| Oldenburg 16 agosto 1980 3ª giornata | Oldenburg | 0 – 0 referto | Herford | Marschweg-Stadion (10 000 spett.)\| Arbitro: \| Barnick \| |
| Arbitro:                             | Barnick   |               |         |                                                            |

| Arbitro: | Eschenbach |

|                                                    |           |  |
| Kostedde 49’, 61’ Möhlmann 78’ (rig.) Konschal 83’ | Marcatori |  |

| Arbitro: | Prinz |

|                                                |           |                                |
| Gläser 31’ Specht 42’, 63’, 74’, 90’ Hagen 87’ | Marcatori | 32’ (rig.) Petković 83’ Helmes |

| Arbitro: | Glasneck |

|                                                   |           |                                            |
| Schatzschneider 28’ (rig.) Dierßen 44’ Mertes 66’ | Marcatori | 12’ Specht 55’ Osterkamp 84’ (rig.) Darsow |

| Arbitro: | Zimmermann |

|                                            |           |                           |
| Specht 17’ Osterkamp 28’ Darsow 48’ (rig.) | Marcatori | 32’, 49’ Drews 72’ Patzke |

| Arbitro: | Osmers |

|                                            |           |             |
| Feilzer 31’, 48’ Lorenz 83’ Olaidotter 90’ | Marcatori | 30’ Poesger |

| Arbitro: | Kasperowski |

|  |           |            |
|  | Marcatori | 32’ Kaczor |

| Arbitro: | Stark |

|                          |           |            |
| Müller 7’ Majgl 26’, 78’ | Marcatori | 88’ Ohling |

| Arbitro: | Mölm |

|                 |           |  |
| Ohling 47’, 49’ | Marcatori |  |

| Arbitro: | Risse |

|            |           |  |
| Fesser 54’ | Marcatori |  |

| Arbitro: | Wichmann |

|                                        |           |            |
| Schmitz 18’ Künkel 43’, 66’ Segler 85’ | Marcatori | 61’ Klinge |

| Arbitro: | Meijerink |

|                                                    |           |  |
| Ohling 6’ Steindor 17’ Darsow 61’, 86’ Poesger 66’ | Marcatori |  |

| Arbitro: | Ahlenfelder |

|                              |           |  |
| Clute-Simon 16’ Bertrams 27’ | Marcatori |  |

| Arbitro: | Gathmann |

|  |           |                                         |
|  | Marcatori | 19’ Grobe 60’, 90’ Ellmerich 79’ Geiger |

| Arbitro: | Horeis |

|                          |           |            |
| Rischker 53’ Meisner 55’ | Marcatori | 44’ Ohling |

| Arbitro: | Holzweißig |

|                          |           |               |
| Osterkamp 81’ Darsow 87’ | Marcatori | 86’ Wendlandt |

| Arbitro: | Wuttke |

|                                               |           |                           |
| Darsow 54’ (aut.) Laufer 66’ (rig.) Melis 89’ | Marcatori | 39’ Osterkamp 41’ Poesger |

| Arbitro: | Uhlig |

|                         |           |                    |
| Ohling 55’ Hoormann 79’ | Marcatori | 16’ Hupe 29’ Heise |

| Arbitro: | Kohnen |

|                        |           |            |
| Lander 11’, 78’ (rig.) | Marcatori | 32’ Ohling |

#### Girone di ritorno
| Arbitro: | Kopka |

|                          |           |  |
| Remark 26’ Killmaier 56’ | Marcatori |  |

| Arbitro: | Diekert |

|                                             |           |                        |
| Poesger 62’ (rig.) Osterkamp 66’ Ohling 79’ | Marcatori | 50’ Timmler 70’ Herget |

| Arbitro: | Wuttke |

|             |           |            |
| Pallaks 62’ | Marcatori | 52’ Ohling |

| Arbitro: | Teichert |

|                                                       |           |                        |
| Lenz 7’, 39’, 44’, 56’ Metzger 74’ Seegler 76’ (rig.) | Marcatori | 45’ Ohling 72’ Poesger |

| Arbitro: | Winkler |

|                                         |           |  |
| Darsow 60’ (rig.) Zoller 82’ Gläser 90’ | Marcatori |  |

| Arbitro: | Fiene |

|  |           |                                   |
|  | Marcatori | 8’ Siegmann 32’ Meier 76’ Behrens |

| Arbitro: | Gabor |

|  |           |             |
|  | Marcatori | 64’ Poesger |

| Oldenburg 7 marzo 1981 29ª giornata | Oldenburg | 0 – 0 referto | Osnabrück | Marschweg-Stadion (7 000 spett.)\| Arbitro: \| Ohmsen \| |
| Arbitro:                            | Ohmsen    |               |           |                                                          |

| Arbitro: | Schütte |

|                            |           |               |
| Keese 66’ Wloka 89’ (rig.) | Marcatori | 64’ Damjanoff |

| Arbitro: | Osmers |

|                                                  |           |                |
| Damjanoff 4’ Ohling 36’ Poesger 76’ Steindor 80’ | Marcatori | 21’ Bockenfeld |

| Berlino 28 marzo 1981 32ª giornata | TeBe Berlino | 0 – 0 referto | Oldenburg | Stadio Olimpico (1 046 spett.)\| Arbitro: \| Wahmann \| |
| Arbitro:                           | Wahmann      |               |           |                                                         |

| Arbitro: | Kopka |

|                      |           |                         |
| Klinge 1’ Zoller 65’ | Marcatori | 15’ Schröder 30’ Snater |

| Arbitro: | Eschweiler |

|                      |           |                               |
| Ohling 9’ Klinge 59’ | Marcatori | 12’ (rig.) Segler 19’ Ochmann |

| Arbitro: | Gathmann |

|                                            |           |  |
| Mödrath 11’, 32’ Gless 14’ Guðlaugsson 48’ | Marcatori |  |

| Arbitro: | Holzweißig |

|            |           |  |
| Ohling 54’ | Marcatori |  |

| Arbitro: | Schütte |

|                                                            |           |  |
| Worm 21’, 30’, 33’, 61’, 83’ Kindermann 24’ Tripbacher 40’ | Marcatori |  |

| Arbitro: | Eschenbach |

|                                                  |           |             |
| Steindor 11’ Ohling 29’ Osterkamp 32’ Klinge 65’ | Marcatori | 48’ Meisner |

| Arbitro: | Welling |

|                                 |           |                      |
| Osterkamp 30’ (aut.) Möller 81’ | Marcatori | 88’ (rig.) Osterkamp |

| Arbitro: | Gabor |

|                                       |           |             |
| Meisterfeld 76’ Specht 81’ Klinge 89’ | Marcatori | 44’ Gmeiner |

| Arbitro: | Winkler |

|           |           |           |
| Busch 77’ | Marcatori | 6’ Specht |

| Arbitro: | Hennig |

|                          |           |                                                                             |
| Osterkamp 10’ Specht 11’ | Marcatori | 31’ (rig.) Kleppinger 36’, 77’ Surmann 59’ Hayduk 67’, 78’ Sagna 87’ Scholz |

### Coppa di Germania
| Arbitro: | Brückner |

|               |           |                               |
| Obenhuber 47’ | Marcatori | 64’ (rig.) Darsow 105’ Ohling |

| Arbitro: | Matheis |

|  |           |             |
|  | Marcatori | 74’ Poesger |

| Arbitro: | Boos |

|          |           |                       |
| Otto 64’ | Marcatori | 90’ Specht 93’ Gläser |

| Arbitro: | Eschweiler |

|                                                       |           |                                        |
| Darsow 27’ (rig.) Klinge 38’ Osterkamp 75’ Specht 88’ | Marcatori | 8’, 37’ Lorant 34’, 62’ Cha 54’ Pezzey |

## Statistiche

### Statistiche di squadra
| Competizione      | Punti | In casa | In casa | In casa | In casa | In casa | In casa | In trasferta | In trasferta | In trasferta | In trasferta | In trasferta | In trasferta | Totale | Totale | Totale | Totale | Totale | Totale | DR  |
| Competizione      | Punti | G       | V       | N       | P       | Gf      | Gs      | G            | V            | N            | P            | Gf           | Gs           | G      | V      | N      | P      | Gf     | Gs     | DR  |
| ----------------- | ----- | ------- | ------- | ------- | ------- | ------- | ------- | ------------ | ------------ | ------------ | ------------ | ------------ | ------------ | ------ | ------ | ------ | ------ | ------ | ------ | --- |
| 2. Bundesliga     | 34    | 21      | 11      | 6       | 4       | 46      | 32      | 21           | 1            | 4            | 16           | 18           | 57           | 42     | 12     | 10     | 20     | 64     | 89     | -25 |
| Coppa di Germania | -     | 1       | 0       | 0       | 1       | 4       | 5       | 3            | 3            | 0            | 0            | 5            | 2            | 4      | 3      | 0      | 1      | 9      | 7      | +2  |
| Totale            | 34    | 22      | 11      | 6       | 5       | 50      | 37      | 24           | 4            | 4            | 16           | 23           | 59           | 46     | 15     | 10     | 21     | 73     | 96     | -23 |

### Andamento in campionato
| Giornata  | 1 | 2  | 3  | 4  | 5  | 6  | 7  | 8  | 9  | 10 | 11 | 12 | 13 | 14 | 15 | 16 | 17 | 18 | 19 | 20 | 21 | 22 | 23 | 24 | 25 | 26 | 27 | 28 | 29 | 30 | 31 | 32 | 33 | 34 | 35 | 36 | 37 | 38 | 39 | 40 | 41 | 42 |
| --------- | - | -- | -- | -- | -- | -- | -- | -- | -- | -- | -- | -- | -- | -- | -- | -- | -- | -- | -- | -- | -- | -- | -- | -- | -- | -- | -- | -- | -- | -- | -- | -- | -- | -- | -- | -- | -- | -- | -- | -- | -- | -- |
| Luogo     | C | T  | C  | T  | C  | T  | C  | T  | C  | T  | C  | T  | T  | C  | T  | C  | T  | C  | T  | C  | T  | T  | C  | T  | T  | C  | C  | T  | C  | T  | C  | T  | C  | C  | T  | C  | T  | C  | T  | C  | T  | C  |
| Risultato | V | P  | N  | P  | V  | N  | N  | P  | P  | P  | V  | P  | P  | V  | P  | P  | P  | V  | P  | N  | P  | P  | V  | N  | P  | V  | P  | V  | N  | P  | V  | N  | N  | N  | P  | V  | P  | V  | P  | V  | N  | P  |
| Posizione | 3 | 15 | 13 | 17 | 12 | 11 | 13 | 16 | 17 | 19 | 15 | 17 | 19 | 15 | 16 | 20 | 20 | 19 | 19 | 19 | 19 | 20 | 19 | 18 | 18 | 17 | 19 | 18 | 17 | 17 | 17 | 15 | 16 | 15 | 16 | 16 | 17 | 16 | 17 | 14 | 14 | 15 |

Legenda:

Luogo: C = Casa; T = Trasferta. Risultato: V = Vittoria; N = Pareggio; P = Sconfitta.

### Statistiche dei giocatori
| Giocatore      | 2. Bundesliga | 2. Bundesliga | 2. Bundesliga | 2. Bundesliga | Coppa di Germania | Coppa di Germania | Coppa di Germania | Coppa di Germania | Totale   | Totale | Totale      | Totale     |
| Giocatore      | Presenze      | Reti          | Ammonizioni   | Espulsioni    | Presenze          | Reti              | Ammonizioni       | Espulsioni        | Presenze | Reti   | Ammonizioni | Espulsioni |
| -------------- | ------------- | ------------- | ------------- | ------------- | ----------------- | ----------------- | ----------------- | ----------------- | -------- | ------ | ----------- | ---------- |
| G. Damjanoff   | 21            | 2             | 0             | 0             | 1                 | 0                 | 0                 | 0                 | 22       | 2      | 0           | 0          |
| P. Darsow      | 38            | 6             | 3             | 0             | 3                 | 2                 | 0                 | 0                 | 41       | 8      | 3           | 0          |
| D. Dukez       | 1             | 0             | 0             | 0             | 0                 | 0                 | 0                 | 0                 | 1        | 0      | 0           | 0          |
| W. Ebersbach   | 6             | 0             | 0             | 0             | 0                 | 0                 | 0                 | 0                 | 6        | 0      | 0           | 0          |
| H. Gerth       | 0             | 0             | 0             | 0             | 0                 | 0                 | 0                 | 0                 | 0        | 0      | 0           | 0          |
| S. Gläser      | 37            | 2             | 1             | 0             | 4                 | 1                 | 0                 | 0                 | 41       | 3      | 1           | 0          |
| R. Hagen       | 17            | 1             | 0             | 0             | 2                 | 0                 | 0                 | 0                 | 19       | 1      | 0           | 0          |
| G. Hoormann    | 25            | 1             | 2             | 0             | 2                 | 0                 | 0                 | 0                 | 27       | 1      | 2           | 0          |
| M. Kalkbrenner | 37            | 1             | 2             | 0             | 4                 | 0                 | 1                 | 0                 | 41       | 1      | 3           | 0          |
| W. Klinge      | 25            | 5             | 2             | 0             | 3                 | 1                 | 2                 | 0                 | 28       | 6      | 4           | 0          |
| V. Kruit       | 3             | 0             | 0             | 0             | 0                 | 0                 | 0                 | 0                 | 3        | 0      | 0           | 0          |
| B. Kulla       | 2             | 0             | 0             | 0             | 0                 | 0                 | 0                 | 0                 | 2        | 0      | 0           | 0          |
| I. Lemcke      | 14            | 0             | 1             | 0             | 2                 | 0                 | 0                 | 0                 | 16       | 0      | 1           | 0          |
| J. Meisterfeld | 6             | 1             | 0             | 0             | 0                 | 0                 | 0                 | 0                 | 6        | 1      | 0           | 0          |
| V. Ohling      | 33            | 14            | 3             | 0             | 4                 | 1                 | 0                 | 0                 | 37       | 15     | 3           | 0          |
| W. Osterkamp   | 40            | 8             | 3             | 0             | 3                 | 1                 | 0                 | 0                 | 43       | 9      | 3           | 0          |
| H. Poesger     | 37            | 8             | 9             | 0             | 4                 | 1                 | 1                 | 0                 | 41       | 9      | 10          | 0          |
| R. Specht      | 38            | 10            | 4             | 0             | 4                 | 2                 | 1                 | 0                 | 42       | 12     | 5           | 0          |
| G. Steindor    | 38            | 3             | 2             | 0             | 3                 | 0                 | 1                 | 0                 | 41       | 3      | 3           | 0          |
| D. Wedemann    | 31            | 0             | 8             | 0             | 4                 | 0                 | 1                 | 0                 | 35       | 0      | 9           | 0          |
| H. Witt        | 39            | 0             | 1             | 0             | 4                 | 0                 | 0                 | 0                 | 43       | 0      | 1           | 0          |
| D. Wörz        | 19            | 0             | 4             | 0             | 3                 | 0                 | 0                 | 0                 | 22       | 0      | 4           | 0          |
| E. Zoller      | 24            | 2             | 2             | 0             | 2                 | 0                 | 0                 | 1                 | 26       | 2      | 2           | 1          |